# Котелков, Александр Николаевич
Александр Николаевич Котелков (1910—1985) — подполковник Советской Армии, участник Великой Отечественной войны, Герой Советского Союза (1945).

## Биография
Александр Котелков родился 28 октября 1910 года в Москве. Окончил семь классов школы и школу фабрично-заводского ученичества, после чего работал фрезеровщиком на шарикоподшипниковом заводе. В 1933 году он окончил три курса вечернего рабфака при текстильном институте. В том же году Котелков был призван на службу в Рабоче-крестьянскую Красную Армию. В 1934 году он окончил Энгельсскую военную авиационную школу лётчиков. С сентября 1941 года — на фронтах Великой Отечественной войны. Участвовал в битве за Москву, боях за Ленинград.
К ноябрю 1944 года капитан Александр Котелков был заместителем командира эскадрильи 336-го авиаполка 53-й авиадивизии АДД СССР. К тому времени он совершил 244 боевых вылета на бомбардировку войск противника и доставку боеприпасов, продовольствия и топлива для передовых советских частей. На своём самолёте Котелков вывез из блокадного Ленинграда более 200 человек.
Указом Президиума Верховного Совета СССР от 29 июня 1945 года за «образцовое выполнение боевых заданий командования на фронте борьбы с немецкими захватчиками и проявленные при этом мужество и героизм» капитан Александр Котелков был удостоен высокого звания Героя Советского Союза с вручением ордена Ленина и медали «Золотая Звезда» за номером 8043.
После окончания войны Котелков продолжил службу в Советской Армии. В 1957 году в звании подполковника он был уволен в запас. Проживал в Москве. Умер 1 июля 1985 года, похоронен на Донском кладбище Москвы.
Был также награждён тремя орденами Красного Знамени, двумя орденами Отечественной войны 1-й степени, орденом Красной Звезды и рядом медалей.